# دیوید جانسون (سیاستمدار)
دیوید جانسون (به انگلیسی: David Albert Lloyd Johnston) (زاده:فوریه ۱۹۵۶) سیاسمتمدار و وزیر دفاع کنونی استرالیا (از سال ۲۰۱۳) است. وی از اعضای حزب لیبرال استرالیا و همچنین از سال ۲۰۰۲ عضو سنا است.